# 1002 (EP)
1002 è il secondo EP del gruppo musicale italiano Psicologi, pubblicato il 25 ottobre 2019 dalla Bomba Dischi.

## Descrizione
L'EP presenta delle collaborazioni con sei producer diversi, tra i quali spiccano nomi molto conosciuti nel panorama rap-trap come Zef, Mr.Monkey e Sick Luke.
Il titolo si riferisce all’EP precedente 2001 scritto inverso, infatti la copertina presenta i colori invertiti.

## Tracce
1. Robin Hood – 2:03
2. Ancora sveglio – 2:28
3. Stanotte – 2:50
4. Non mi piace – 2:32
5. Festa – 2:42
6. 2001 – 2:49